# Élections municipales de 2026 dans l'Oise
Pour un article plus général, voir Élections municipales françaises de 2026.
Les élections municipales dans l'Oise sont prévues en mars 2026. Cette page ne traite que les communes de 3 000 habitants et plus dans l'Oise.

## Résultats à l'échelle du département

### Maires sortants et maires élus
| Commune                | Population (en 2022) | Maire sortant(e)       | Parti | Parti | Maire élu(e) | Parti | Parti |
| ---------------------- | -------------------- | ---------------------- | ----- | ----- | ------------ | ----- | ----- |
| Agnetz                 | 3 060                | Stéphanie Ansart       |       | SE    |              |       |       |
| Andeville              | 3 429                | Jean-Charles Morel     |       | SE    |              |       |       |
| Beauvais               | 55 906               | Franck Pia             |       | UDI   |              |       |       |
| Béthisy-Saint-Pierre   | 3 133                | Jean-Marie Lavoisier   |       | SE    |              |       |       |
| Bornel                 | 4 796                | Dominique Toscani      |       | SE    |              |       |       |
| Bresles                | 4 032                | Dominique Cordier      |       | DVD   |              |       |       |
| Breteuil               | 4 189                | Jean Cauwel            |       | LR    |              |       |       |
| Breuil-le-Vert         | 3 150                | Jean-Philippe Vichard  |       | DVG   |              |       |       |
| Chambly                | 9 909                | David Lazarus          |       | DVG   |              |       |       |
| Chantilly              | 10 740               | Isabelle Wojtowiez     |       | LR    |              |       |       |
| La Chapelle-en-Serval  | 3 109                | Daniel Dray            |       | LR    |              |       |       |
| Chaumont-en-Vexin      | 3 359                | Emmanuelle Lamarque    |       | DVD   |              |       |       |
| Choisy-au-Bac          | 3 386                | Jean-Luc Mignard       |       | SE    |              |       |       |
| Cires-lès-Mello        | 3 997                | Alain Guérinet         |       | DVD   |              |       |       |
| Clermont               | 10 704               | Lionel Ollivier        |       | PS    |              |       |       |
| Compiègne              | 40 808               | Philippe Marini        |       | LR    |              |       |       |
| Coye-la-Forêt          | 3 868                | François Deshayes      |       | DVD   |              |       |       |
| Creil                  | 36 494               | Sophie Dhoury-Lehner   |       | PS    |              |       |       |
| Crépy-en-Valois        | 14 243               | Virginie Douat         |       | DVD   |              |       |       |
| Crèvecœur-le-Grand     | 3 458                | Aymeric Bourleau       |       | SE    |              |       |       |
| Estrées-Saint-Denis    | 3 660                | Myriam Rousset         |       | SE    |              |       |       |
| Gouvieux               | 8 934                | Thomas Iraçabal        |       | DVD   |              |       |       |
| Lacroix-Saint-Ouen     | 5 175                | Jean Desessart         |       | LR    |              |       |       |
| Laigneville            | 4 846                | Christophe Dietrich    |       | LR    |              |       |       |
| Lamorlaye              | 9 097                | Nicolas Moula          |       | LR    |              |       |       |
| Liancourt              | 6 884                | Laëtitia Coquelle      |       | PS    |              |       |       |
| Margny-lès-Compiègne   | 8 700                | Bernard Hellal         |       | MoDem |              |       |       |
| Méru                   | 14 091               | Nathalie Ravier        |       | DVD   |              |       |       |
| Montataire             | 13 944               | Jean-Pierre Bosino     |       | PCF   |              |       |       |
| Mouy                   | 5 339                | Philippe Terrier       |       | PCF   |              |       |       |
| Nanteuil-le-Haudouin   | 4 274                | Gilles Sellier         |       | LR    |              |       |       |
| Neuilly-en-Thelle      | 4 132                | Gérard Auger           |       | PS    |              |       |       |
| Nogent-sur-Oise        | 21 859               | Jean-François Dardenne |       | DVC   |              |       |       |
| Noyon                  | 12 810               | Sandrine Dauchelle     |       | LR    |              |       |       |
| Orry-la-Ville          | 3 519                | Nathanaël Rosenfeld    |       | SE    |              |       |       |
| Le Plessis-Belleville  | 3 822                | Dominique Smaguine     |       | DVG   |              |       |       |
| Pontpoint              | 3 279                | Bruno Dauguet          |       | SE    |              |       |       |
| Pont-Sainte-Maxence    | 12 343               | Arnaud Dumontier       |       | LR    |              |       |       |
| Précy-sur-Oise         | 3 331                | Philippe Éloy          |       | SE    |              |       |       |
| Ribécourt-Dreslincourt | 3 809                | Jean-Guy Létoffé       |       | DVG   |              |       |       |
| Sainte-Geneviève       | 3 478                | Daniel Vereecke        |       | SE    |              |       |       |
| Saint-Just-en-Chaussée | 5 940                | Bernard Dubouil        |       | DVD   |              |       |       |
| Saint-Leu-d'Esserent   | 4 576                | Frédéric Besset        |       | SE    |              |       |       |
| Saint-Maximin          | 3 153                | Chahinaise Azouza      |       | PCF   |              |       |       |
| Senlis                 | 15 238               | Pascale Loiseleur      |       | DVD   |              |       |       |
| Thourotte              | 4 460                | Patrice Carvalho       |       | PCF   |              |       |       |
| Verberie               | 3 858                | Cécile Davidovics      |       | DVC   |              |       |       |
| Verneuil-en-Halatte    | 4 795                | Philippe Kellner       |       | DVD   |              |       |       |
| Villers-Saint-Paul     | 6 500                | Gérard Weyn            |       | PS    |              |       |       |

### Résultats en nombre de maires
| Partis       | Partis                               | Maires sortants | Maires élus | Évolution |
| ------------ | ------------------------------------ | --------------- | ----------- | --------- |
|              | Divers droite                        | 10              |             |           |
|              | Les Républicains                     | 10              |             |           |
| Total droite | Total droite                         | 20              |             |           |
|              | Parti socialiste                     | 5               |             |           |
|              | Divers gauche                        | 4               |             |           |
|              | Parti communiste français            | 4               |             |           |
| Total gauche | Total gauche                         | 13              |             |           |
|              | Divers centre                        | 2               |             |           |
|              | Mouvement démocrate                  | 1               |             |           |
|              | Union des démocrates et indépendants | 1               |             |           |
| Total centre | Total centre                         | 4               |             |           |
|              | Sans étiquette                       | 12              |             |           |
| Total        | Total                                | 49              | 49          | -         |

## Résultats dans les communes de plus de 3 000 habitants

### Agnetz
- Maire sortante : Stéphanie Ansart (SE)
- 23 sièges à pourvoir au conseil municipal (population légale 2022 : 3 060 habitants)
- 3 sièges à pourvoir au conseil communautaire (CC du Clermontois)

| Tête de liste | Tête de liste | Parti(s) | Nuance | Premier tour | Premier tour | Second tour | Second tour | Sièges | Sièges |
| Tête de liste | Tête de liste | Parti(s) | Nuance | Voix         | %            | Voix        | %           | CM     | CC     |
| ------------- | ------------- | -------- | ------ | ------------ | ------------ | ----------- | ----------- | ------ | ------ |

### Andeville
- Maire sortant : Jean-Charles Morel (SE)
- 23 sièges à pourvoir au conseil municipal (population légale 2022 : 3 429 habitants)
- 3 sièges à pourvoir au conseil communautaire (CC des Sablons)

| Tête de liste | Tête de liste | Parti(s) | Nuance | Premier tour | Premier tour | Second tour | Second tour | Sièges | Sièges |
| Tête de liste | Tête de liste | Parti(s) | Nuance | Voix         | %            | Voix        | %           | CM     | CC     |
| ------------- | ------------- | -------- | ------ | ------------ | ------------ | ----------- | ----------- | ------ | ------ |

### Beauvais
- Maire sortant : Franck Pia (UDI)
- 45 sièges à pourvoir au conseil municipal (population légale 2022 : 55 906 habitants)
- 44 sièges à pourvoir au conseil communautaire (CA du Beauvaisis)

| Tête de liste | Tête de liste | Parti(s) | Nuance | Premier tour | Premier tour | Second tour | Second tour | Sièges | Sièges |
| Tête de liste | Tête de liste | Parti(s) | Nuance | Voix         | %            | Voix        | %           | CM     | CC     |
| ------------- | ------------- | -------- | ------ | ------------ | ------------ | ----------- | ----------- | ------ | ------ |

### Béthisy-Saint-Pierre
- Maire sortant : Jean-Marie Lavoisier (SE)
- 23 sièges à pourvoir au conseil municipal (population légale 2022 : 3 133 habitants)
- 1 siège à pourvoir au conseil communautaire (CA de la Région de Compiègne et de la Basse Automne)

| Tête de liste | Tête de liste | Parti(s) | Nuance | Premier tour | Premier tour | Second tour | Second tour | Sièges | Sièges |
| Tête de liste | Tête de liste | Parti(s) | Nuance | Voix         | %            | Voix        | %           | CM     | CC     |
| ------------- | ------------- | -------- | ------ | ------------ | ------------ | ----------- | ----------- | ------ | ------ |

### Bornel
- Maire sortant : Dominique Toscani (SE)
- 27 sièges à pourvoir au conseil municipal (population légale 2022 : 4 796 habitants)
- 5 sièges à pourvoir au conseil communautaire (CC des Sablons)

| Tête de liste | Tête de liste | Parti(s) | Nuance | Premier tour | Premier tour | Second tour | Second tour | Sièges | Sièges |
| Tête de liste | Tête de liste | Parti(s) | Nuance | Voix         | %            | Voix        | %           | CM     | CC     |
| ------------- | ------------- | -------- | ------ | ------------ | ------------ | ----------- | ----------- | ------ | ------ |

### Bresles
- Maire sortant : Dominique Cordier (DVD)
- 27 sièges à pourvoir au conseil municipal (population légale 2022 : 4 032 habitants)
- 3 sièges à pourvoir au conseil communautaire (CA du Beauvaisis)

| Tête de liste | Tête de liste | Parti(s) | Nuance | Premier tour | Premier tour | Second tour | Second tour | Sièges | Sièges |
| Tête de liste | Tête de liste | Parti(s) | Nuance | Voix         | %            | Voix        | %           | CM     | CC     |
| ------------- | ------------- | -------- | ------ | ------------ | ------------ | ----------- | ----------- | ------ | ------ |

### Breteuil
- Maire sortant : Jean Cauwel (LR)
- 27 sièges à pourvoir au conseil municipal (population légale 2022 : 4 189 habitants)
- 13 sièges à pourvoir au conseil communautaire (CC de l'Oise Picarde)

| Tête de liste | Tête de liste | Parti(s) | Nuance | Premier tour | Premier tour | Second tour | Second tour | Sièges | Sièges |
| Tête de liste | Tête de liste | Parti(s) | Nuance | Voix         | %            | Voix        | %           | CM     | CC     |
| ------------- | ------------- | -------- | ------ | ------------ | ------------ | ----------- | ----------- | ------ | ------ |

### Breuil-le-Vert
- Maire sortant : Jean-Philippe Vichard (DVG)
- 23 sièges à pourvoir au conseil municipal (population légale 2022 : 3 150 habitants)
- 3 sièges à pourvoir au conseil communautaire (CC du Clermontois)

| Tête de liste | Tête de liste | Parti(s) | Nuance | Premier tour | Premier tour | Second tour | Second tour | Sièges | Sièges |
| Tête de liste | Tête de liste | Parti(s) | Nuance | Voix         | %            | Voix        | %           | CM     | CC     |
| ------------- | ------------- | -------- | ------ | ------------ | ------------ | ----------- | ----------- | ------ | ------ |

### Chambly
- Maire sortant : David Lazarus (DVG)
- 29 sièges à pourvoir au conseil municipal (population légale 2022 : 9 909 habitants)
- 11 sièges à pourvoir au conseil communautaire (CC Thelloise)

| Tête de liste | Tête de liste | Parti(s) | Nuance | Premier tour | Premier tour | Second tour | Second tour | Sièges | Sièges |
| Tête de liste | Tête de liste | Parti(s) | Nuance | Voix         | %            | Voix        | %           | CM     | CC     |
| ------------- | ------------- | -------- | ------ | ------------ | ------------ | ----------- | ----------- | ------ | ------ |

### Chantilly
- Maire sortante : Isabelle Wojtowiez (LR)
- 33 sièges à pourvoir au conseil municipal (population légale 2022 : 10 740 habitants)
- 8 sièges à pourvoir au conseil communautaire (CC de l'Aire Cantilienne)

| Tête de liste | Tête de liste | Parti(s) | Nuance | Premier tour | Premier tour | Second tour | Second tour | Sièges | Sièges |
| Tête de liste | Tête de liste | Parti(s) | Nuance | Voix         | %            | Voix        | %           | CM     | CC     |
| ------------- | ------------- | -------- | ------ | ------------ | ------------ | ----------- | ----------- | ------ | ------ |

### La Chapelle-en-Serval
- Maire sortant : Daniel Dray (LR)
- 23 sièges à pourvoir au conseil municipal (population légale 2022 : 3 109 habitants)
- 3 sièges à pourvoir au conseil communautaire (CC de l'Aire Cantilienne)

| Tête de liste | Tête de liste | Parti(s) | Nuance | Premier tour | Premier tour | Second tour | Second tour | Sièges | Sièges |
| Tête de liste | Tête de liste | Parti(s) | Nuance | Voix         | %            | Voix        | %           | CM     | CC     |
| ------------- | ------------- | -------- | ------ | ------------ | ------------ | ----------- | ----------- | ------ | ------ |

### Chaumont-en-Vexin
- Maire sortante : Emmanuelle Lamarque (DVD)
- 23 sièges à pourvoir au conseil municipal (population légale 2022 : 3 359 habitants)
- 9 sièges à pourvoir au conseil communautaire (CC du Vexin-Thelle)

| Tête de liste | Tête de liste | Parti(s) | Nuance | Premier tour | Premier tour | Second tour | Second tour | Sièges | Sièges |
| Tête de liste | Tête de liste | Parti(s) | Nuance | Voix         | %            | Voix        | %           | CM     | CC     |
| ------------- | ------------- | -------- | ------ | ------------ | ------------ | ----------- | ----------- | ------ | ------ |

### Choisy-au-Bac
- Maire sortant : Jean-Luc Mignard (SE)
- 23 sièges à pourvoir au conseil municipal (population légale 2022 : 3 386 habitants)
- 2 sièges à pourvoir au conseil communautaire (CA de la Région de Compiègne et de la Basse Automne)

| Tête de liste | Tête de liste | Parti(s) | Nuance | Premier tour | Premier tour | Second tour | Second tour | Sièges | Sièges |
| Tête de liste | Tête de liste | Parti(s) | Nuance | Voix         | %            | Voix        | %           | CM     | CC     |
| ------------- | ------------- | -------- | ------ | ------------ | ------------ | ----------- | ----------- | ------ | ------ |

### Cires-lès-Mello
- Maire sortant : Alain Guérinet (DVD)
- 27 sièges à pourvoir au conseil municipal (population légale 2022 : 3 997 habitants)
- 4 sièges à pourvoir au conseil communautaire (CC Thelloise)

| Tête de liste | Tête de liste | Parti(s) | Nuance | Premier tour | Premier tour | Second tour | Second tour | Sièges | Sièges |
| Tête de liste | Tête de liste | Parti(s) | Nuance | Voix         | %            | Voix        | %           | CM     | CC     |
| ------------- | ------------- | -------- | ------ | ------------ | ------------ | ----------- | ----------- | ------ | ------ |

### Clermont
- Maire sortant : Lionel Ollivier (PS)
- 33 sièges à pourvoir au conseil municipal (population légale 2022 : 10 704 habitants)
- 11 sièges à pourvoir au conseil communautaire (CC du Clermontois)

| Tête de liste | Tête de liste | Parti(s) | Nuance | Premier tour | Premier tour | Second tour | Second tour | Sièges | Sièges |
| Tête de liste | Tête de liste | Parti(s) | Nuance | Voix         | %            | Voix        | %           | CM     | CC     |
| ------------- | ------------- | -------- | ------ | ------------ | ------------ | ----------- | ----------- | ------ | ------ |

### Compiègne
- Maire sortant : Philippe Marini (LR)
- 43 sièges à pourvoir au conseil municipal (population légale 2022 : 40 808 habitants)
- 25 sièges à pourvoir au conseil communautaire (CA de la Région de Compiègne et de la Basse Automne)

| Tête de liste | Tête de liste | Parti(s) | Nuance | Premier tour | Premier tour | Second tour | Second tour | Sièges | Sièges |
| Tête de liste | Tête de liste | Parti(s) | Nuance | Voix         | %            | Voix        | %           | CM     | CC     |
| ------------- | ------------- | -------- | ------ | ------------ | ------------ | ----------- | ----------- | ------ | ------ |

### Coye-la-Forêt
- Maire sortant : François Deshayes (DVD)
- 27 sièges à pourvoir au conseil municipal (population légale 2022 : 3 868 habitants)
- 1 siège à pourvoir au conseil communautaire (CC de l'Aire Cantilienne)

| Tête de liste | Tête de liste | Parti(s) | Nuance | Premier tour | Premier tour | Second tour | Second tour | Sièges | Sièges |
| Tête de liste | Tête de liste | Parti(s) | Nuance | Voix         | %            | Voix        | %           | CM     | CC     |
| ------------- | ------------- | -------- | ------ | ------------ | ------------ | ----------- | ----------- | ------ | ------ |

### Creil
- Maire sortante : Sophie Dhoury-Lehner (PS)
- 39 sièges à pourvoir au conseil municipal (population légale 2022 : 36 494 habitants)
- 19 sièges à pourvoir au conseil communautaire (CA Creil Sud Oise)

| Tête de liste | Tête de liste | Parti(s) | Nuance | Premier tour | Premier tour | Second tour | Second tour | Sièges | Sièges |
| Tête de liste | Tête de liste | Parti(s) | Nuance | Voix         | %            | Voix        | %           | CM     | CC     |
| ------------- | ------------- | -------- | ------ | ------------ | ------------ | ----------- | ----------- | ------ | ------ |

### Crépy-en-Valois
- Maire sortante : Virginie Douat (DVD)
- 33 sièges à pourvoir au conseil municipal (population légale 2022 : 14 243 habitants)
- 22 sièges à pourvoir au conseil communautaire (CC du Pays de Valois)

| Tête de liste | Tête de liste | Parti(s) | Nuance | Premier tour | Premier tour | Second tour | Second tour | Sièges | Sièges |
| Tête de liste | Tête de liste | Parti(s) | Nuance | Voix         | %            | Voix        | %           | CM     | CC     |
| ------------- | ------------- | -------- | ------ | ------------ | ------------ | ----------- | ----------- | ------ | ------ |

### Crèvecœur-le-Grand
- Maire sortant : Aymeric Bourleau (SE)
- 23 sièges à pourvoir au conseil municipal (population légale 2022 : 3 458 habitants)
- 2 sièges à pourvoir au conseil communautaire (CA du Beauvaisis)

| Tête de liste | Tête de liste | Parti(s) | Nuance | Premier tour | Premier tour | Second tour | Second tour | Sièges | Sièges |
| Tête de liste | Tête de liste | Parti(s) | Nuance | Voix         | %            | Voix        | %           | CM     | CC     |
| ------------- | ------------- | -------- | ------ | ------------ | ------------ | ----------- | ----------- | ------ | ------ |

### Estrées-Saint-Denis
- Maire sortante : Myriam Rousset (SE)
- 27 sièges à pourvoir au conseil municipal (population légale 2022 : 3 660 habitants)
- 7 sièges à pourvoir au conseil communautaire (CC de la Plaine d'Estrées)

| Tête de liste | Tête de liste | Parti(s) | Nuance | Premier tour | Premier tour | Second tour | Second tour | Sièges | Sièges |
| Tête de liste | Tête de liste | Parti(s) | Nuance | Voix         | %            | Voix        | %           | CM     | CC     |
| ------------- | ------------- | -------- | ------ | ------------ | ------------ | ----------- | ----------- | ------ | ------ |

### Gouvieux
- Maire sortant : Thomas Iraçabal (DVD)
- 29 sièges à pourvoir au conseil municipal (population légale 2022 : 8 934 habitants)
- 8 sièges à pourvoir au conseil communautaire (CC de l'Aire Cantilienne)

| Tête de liste | Tête de liste | Parti(s) | Nuance | Premier tour | Premier tour | Second tour | Second tour | Sièges | Sièges |
| Tête de liste | Tête de liste | Parti(s) | Nuance | Voix         | %            | Voix        | %           | CM     | CC     |
| ------------- | ------------- | -------- | ------ | ------------ | ------------ | ----------- | ----------- | ------ | ------ |

### Lacroix-Saint-Ouen
- Maire sortant : Jean Desessart (LR)
- 29 sièges à pourvoir au conseil municipal (population légale 2022 : 5 175 habitants)
- 2 sièges à pourvoir au conseil communautaire (CA de la Région de Compiègne et de la Basse Automne)

| Tête de liste | Tête de liste | Parti(s) | Nuance | Premier tour | Premier tour | Second tour | Second tour | Sièges | Sièges |
| Tête de liste | Tête de liste | Parti(s) | Nuance | Voix         | %            | Voix        | %           | CM     | CC     |
| ------------- | ------------- | -------- | ------ | ------------ | ------------ | ----------- | ----------- | ------ | ------ |

### Laigneville
- Maire sortant : Christophe Dietrich (LR)
- 27 sièges à pourvoir au conseil municipal (population légale 2022 : 4 846 habitants)
- 6 sièges à pourvoir au conseil communautaire (CC du Liancourtois - la Vallée dorée)

| Tête de liste | Tête de liste | Parti(s) | Nuance | Premier tour | Premier tour | Second tour | Second tour | Sièges | Sièges |
| Tête de liste | Tête de liste | Parti(s) | Nuance | Voix         | %            | Voix        | %           | CM     | CC     |
| ------------- | ------------- | -------- | ------ | ------------ | ------------ | ----------- | ----------- | ------ | ------ |

### Lamorlaye
- Maire sortant : Nicolas Moula (LR)
- 29 sièges à pourvoir au conseil municipal (population légale 2022 : 9 097 habitants)
- 8 sièges à pourvoir au conseil communautaire (CC de l'Aire Cantilienne)

| Tête de liste | Tête de liste | Parti(s) | Nuance | Premier tour | Premier tour | Second tour | Second tour | Sièges | Sièges |
| Tête de liste | Tête de liste | Parti(s) | Nuance | Voix         | %            | Voix        | %           | CM     | CC     |
| ------------- | ------------- | -------- | ------ | ------------ | ------------ | ----------- | ----------- | ------ | ------ |

### Liancourt
- Maire sortante : Laëtitia Coquelle (PS)
- 29 sièges à pourvoir au conseil municipal (population légale 2022 : 6 884 habitants)
- 10 sièges à pourvoir au conseil communautaire (CC du Liancourtois - la Vallée dorée)

| Tête de liste | Tête de liste | Parti(s) | Nuance | Premier tour | Premier tour | Second tour | Second tour | Sièges | Sièges |
| Tête de liste | Tête de liste | Parti(s) | Nuance | Voix         | %            | Voix        | %           | CM     | CC     |
| ------------- | ------------- | -------- | ------ | ------------ | ------------ | ----------- | ----------- | ------ | ------ |

### Margny-lès-Compiègne
- Maire sortant : Bernard Hellal (MoDem)
- 29 sièges à pourvoir au conseil municipal (population légale 2022 : 8 700 habitants)
- 5 sièges à pourvoir au conseil communautaire (CA de la Région de Compiègne et de la Basse Automne)

| Tête de liste | Tête de liste | Parti(s) | Nuance | Premier tour | Premier tour | Second tour | Second tour | Sièges | Sièges |
| Tête de liste | Tête de liste | Parti(s) | Nuance | Voix         | %            | Voix        | %           | CM     | CC     |
| ------------- | ------------- | -------- | ------ | ------------ | ------------ | ----------- | ----------- | ------ | ------ |

### Méru
- Maire sortante : Nathalie Ravier (DVD)
- 33 sièges à pourvoir au conseil municipal (population légale 2022 : 14 091 habitants)
- 16 sièges à pourvoir au conseil communautaire (CC des Sablons)

| Tête de liste | Tête de liste | Parti(s) | Nuance | Premier tour | Premier tour | Second tour | Second tour | Sièges | Sièges |
| Tête de liste | Tête de liste | Parti(s) | Nuance | Voix         | %            | Voix        | %           | CM     | CC     |
| ------------- | ------------- | -------- | ------ | ------------ | ------------ | ----------- | ----------- | ------ | ------ |

### Montataire
- Maire sortant : Jean-Pierre Bosino (PCF)
- 33 sièges à pourvoir au conseil municipal (population légale 2022 : 13 944 habitants)
- 7 sièges à pourvoir au conseil communautaire (CA Creil Sud Oise)

| Tête de liste | Tête de liste | Parti(s) | Nuance | Premier tour | Premier tour | Second tour | Second tour | Sièges | Sièges |
| Tête de liste | Tête de liste | Parti(s) | Nuance | Voix         | %            | Voix        | %           | CM     | CC     |
| ------------- | ------------- | -------- | ------ | ------------ | ------------ | ----------- | ----------- | ------ | ------ |

### Mouy
- Maire sortant : Philippe Terrier (PCF)
- 29 sièges à pourvoir au conseil municipal (population légale 2022 : 5 339 habitants)
- 6 sièges à pourvoir au conseil communautaire (CC du Clermontois)

| Tête de liste | Tête de liste | Parti(s) | Nuance | Premier tour | Premier tour | Second tour | Second tour | Sièges | Sièges |
| Tête de liste | Tête de liste | Parti(s) | Nuance | Voix         | %            | Voix        | %           | CM     | CC     |
| ------------- | ------------- | -------- | ------ | ------------ | ------------ | ----------- | ----------- | ------ | ------ |

### Nanteuil-le-Haudouin
- Maire sortant : Gilles Sellier (LR)
- 27 sièges à pourvoir au conseil municipal (population légale 2022 : 4 274 habitants)
- 6 sièges à pourvoir au conseil communautaire (CC du Pays de Valois)

| Tête de liste | Tête de liste | Parti(s) | Nuance | Premier tour | Premier tour | Second tour | Second tour | Sièges | Sièges |
| Tête de liste | Tête de liste | Parti(s) | Nuance | Voix         | %            | Voix        | %           | CM     | CC     |
| ------------- | ------------- | -------- | ------ | ------------ | ------------ | ----------- | ----------- | ------ | ------ |

### Neuilly-en-Thelle
- Maire sortant : Gérard Auger (PS)
- 27 sièges à pourvoir au conseil municipal (population légale 2022 : 4 132 habitants)
- 4 sièges à pourvoir au conseil communautaire (CC Thelloise)

| Tête de liste | Tête de liste | Parti(s) | Nuance | Premier tour | Premier tour | Second tour | Second tour | Sièges | Sièges |
| Tête de liste | Tête de liste | Parti(s) | Nuance | Voix         | %            | Voix        | %           | CM     | CC     |
| ------------- | ------------- | -------- | ------ | ------------ | ------------ | ----------- | ----------- | ------ | ------ |

### Nogent-sur-Oise
- Maire sortant : Jean-François Dardenne (DVC)
- 35 sièges à pourvoir au conseil municipal (population légale 2022 : 21 859 habitants)
- 11 sièges à pourvoir au conseil communautaire (CA Creil Sud Oise)

| Tête de liste | Tête de liste | Parti(s) | Nuance | Premier tour | Premier tour | Second tour | Second tour | Sièges | Sièges |
| Tête de liste | Tête de liste | Parti(s) | Nuance | Voix         | %            | Voix        | %           | CM     | CC     |
| ------------- | ------------- | -------- | ------ | ------------ | ------------ | ----------- | ----------- | ------ | ------ |

### Noyon
- Maire sortante : Sandrine Dauchelle (LR)
- 33 sièges à pourvoir au conseil municipal (population légale 2022 : 12 810 habitants)
- 28 sièges à pourvoir au conseil communautaire (CC du Pays Noyonnais)

| Tête de liste | Tête de liste | Parti(s) | Nuance | Premier tour | Premier tour | Second tour | Second tour | Sièges | Sièges |
| Tête de liste | Tête de liste | Parti(s) | Nuance | Voix         | %            | Voix        | %           | CM     | CC     |
| ------------- | ------------- | -------- | ------ | ------------ | ------------ | ----------- | ----------- | ------ | ------ |

### Orry-la-Ville
- Maire sortant : Nathanaël Rosenfeld (SE)
- 27 sièges à pourvoir au conseil municipal (population légale 2022 : 3 519 habitants)
- 3 sièges à pourvoir au conseil communautaire (CC de l'Aire Cantilienne)

| Tête de liste | Tête de liste | Parti(s) | Nuance | Premier tour | Premier tour | Second tour | Second tour | Sièges | Sièges |
| Tête de liste | Tête de liste | Parti(s) | Nuance | Voix         | %            | Voix        | %           | CM     | CC     |
| ------------- | ------------- | -------- | ------ | ------------ | ------------ | ----------- | ----------- | ------ | ------ |

### Le Plessis-Belleville
- Maire sortant : Dominique Smaguine (DVG)
- 27 sièges à pourvoir au conseil municipal (population légale 2022 : 3 822 habitants)
- 4 sièges à pourvoir au conseil communautaire (CC du Pays de Valois)

| Tête de liste | Tête de liste | Parti(s) | Nuance | Premier tour | Premier tour | Second tour | Second tour | Sièges | Sièges |
| Tête de liste | Tête de liste | Parti(s) | Nuance | Voix         | %            | Voix        | %           | CM     | CC     |
| ------------- | ------------- | -------- | ------ | ------------ | ------------ | ----------- | ----------- | ------ | ------ |

### Pontpoint
- Maire sortant : Bruno Dauguet (SE)
- 23 sièges à pourvoir au conseil municipal (population légale 2022 : 3 279 habitants)
- 5 sièges à pourvoir au conseil communautaire (CC des Pays d'Oise et d'Halatte)

| Tête de liste | Tête de liste | Parti(s) | Nuance | Premier tour | Premier tour | Second tour | Second tour | Sièges | Sièges |
| Tête de liste | Tête de liste | Parti(s) | Nuance | Voix         | %            | Voix        | %           | CM     | CC     |
| ------------- | ------------- | -------- | ------ | ------------ | ------------ | ----------- | ----------- | ------ | ------ |

### Pont-Sainte-Maxence
- Maire sortant : Arnaud Dumontier (LR)
- 33 sièges à pourvoir au conseil municipal (population légale 2022 : 12 343 habitants)
- 16 sièges à pourvoir au conseil communautaire (CC des Pays d'Oise et d'Halatte)

| Tête de liste | Tête de liste | Parti(s) | Nuance | Premier tour | Premier tour | Second tour | Second tour | Sièges | Sièges |
| Tête de liste | Tête de liste | Parti(s) | Nuance | Voix         | %            | Voix        | %           | CM     | CC     |
| ------------- | ------------- | -------- | ------ | ------------ | ------------ | ----------- | ----------- | ------ | ------ |

### Précy-sur-Oise
- Maire sortant : Philippe Éloy (SE)
- 23 sièges à pourvoir au conseil municipal (population légale 2022 : 3 331 habitants)
- 3 sièges à pourvoir au conseil communautaire (CC Thelloise)

| Tête de liste | Tête de liste | Parti(s) | Nuance | Premier tour | Premier tour | Second tour | Second tour | Sièges | Sièges |
| Tête de liste | Tête de liste | Parti(s) | Nuance | Voix         | %            | Voix        | %           | CM     | CC     |
| ------------- | ------------- | -------- | ------ | ------------ | ------------ | ----------- | ----------- | ------ | ------ |

### Ribécourt-Dreslincourt
- Maire sortant : Jean-Guy Létoffé (DVG)
- 27 sièges à pourvoir au conseil municipal (population légale 2022 : 3 809 habitants)
- 5 sièges à pourvoir au conseil communautaire (CC des Deux Vallées)

| Tête de liste | Tête de liste | Parti(s) | Nuance | Premier tour | Premier tour | Second tour | Second tour | Sièges | Sièges |
| Tête de liste | Tête de liste | Parti(s) | Nuance | Voix         | %            | Voix        | %           | CM     | CC     |
| ------------- | ------------- | -------- | ------ | ------------ | ------------ | ----------- | ----------- | ------ | ------ |

### Sainte-Geneviève
- Maire sortant : Daniel Vereecke (SE)
- 23 sièges à pourvoir au conseil municipal (population légale 2022 : 3 478 habitants)
- 3 sièges à pourvoir au conseil communautaire (CC Thelloise)

| Tête de liste | Tête de liste | Parti(s) | Nuance | Premier tour | Premier tour | Second tour | Second tour | Sièges | Sièges |
| Tête de liste | Tête de liste | Parti(s) | Nuance | Voix         | %            | Voix        | %           | CM     | CC     |
| ------------- | ------------- | -------- | ------ | ------------ | ------------ | ----------- | ----------- | ------ | ------ |

### Saint-Just-en-Chaussée
- Maire sortant : Bernard Dubouil (DVD)
- 29 sièges à pourvoir au conseil municipal (population légale 2022 : 5 940 habitants)
- 14 sièges à pourvoir au conseil communautaire (CC du Plateau Picard)

| Tête de liste | Tête de liste | Parti(s) | Nuance | Premier tour | Premier tour | Second tour | Second tour | Sièges | Sièges |
| Tête de liste | Tête de liste | Parti(s) | Nuance | Voix         | %            | Voix        | %           | CM     | CC     |
| ------------- | ------------- | -------- | ------ | ------------ | ------------ | ----------- | ----------- | ------ | ------ |

### Saint-Leu-d'Esserent
- Maire sortant : Frédéric Besset (SE)
- 27 sièges à pourvoir au conseil municipal (population légale 2022 : 4 576 habitants)
- 3 sièges à pourvoir au conseil communautaire (CA Creil Sud Oise)

| Tête de liste | Tête de liste | Parti(s) | Nuance | Premier tour | Premier tour | Second tour | Second tour | Sièges | Sièges |
| Tête de liste | Tête de liste | Parti(s) | Nuance | Voix         | %            | Voix        | %           | CM     | CC     |
| ------------- | ------------- | -------- | ------ | ------------ | ------------ | ----------- | ----------- | ------ | ------ |

### Saint-Maximin
- Maire sortante : Chahinaise Azouza (PCF)
- 23 sièges à pourvoir au conseil municipal (population légale 2022 : 3 153 habitants)
- 2 sièges à pourvoir au conseil communautaire (CA Creil Sud Oise)

| Tête de liste | Tête de liste | Parti(s) | Nuance | Premier tour | Premier tour | Second tour | Second tour | Sièges | Sièges |
| Tête de liste | Tête de liste | Parti(s) | Nuance | Voix         | %            | Voix        | %           | CM     | CC     |
| ------------- | ------------- | -------- | ------ | ------------ | ------------ | ----------- | ----------- | ------ | ------ |

### Senlis
- Maire sortante : Pascale Loiseleur (DVD)
- 33 sièges à pourvoir au conseil municipal (population légale 2022 : 15 238 habitants)
- 22 sièges à pourvoir au conseil communautaire (CC Senlis Sud Oise)

| Tête de liste | Tête de liste | Parti(s) | Nuance | Premier tour | Premier tour | Second tour | Second tour | Sièges | Sièges |
| Tête de liste | Tête de liste | Parti(s) | Nuance | Voix         | %            | Voix        | %           | CM     | CC     |
| ------------- | ------------- | -------- | ------ | ------------ | ------------ | ----------- | ----------- | ------ | ------ |

### Thourotte
- Maire sortant : Patrice Carvalho (PCF)
- 27 sièges à pourvoir au conseil municipal (population légale 2022 : 4 460 habitants)
- 7 sièges à pourvoir au conseil communautaire (CC des Deux Vallées)

| Tête de liste | Tête de liste | Parti(s) | Nuance | Premier tour | Premier tour | Second tour | Second tour | Sièges | Sièges |
| Tête de liste | Tête de liste | Parti(s) | Nuance | Voix         | %            | Voix        | %           | CM     | CC     |
| ------------- | ------------- | -------- | ------ | ------------ | ------------ | ----------- | ----------- | ------ | ------ |

### Verberie
- Maire sortante : Cécile Davidovics (DVC)
- 27 sièges à pourvoir au conseil municipal (population légale 2022 : 3 858 habitants)
- 2 sièges à pourvoir au conseil communautaire (CA de la Région de Compiègne et de la Basse Automne)

| Tête de liste | Tête de liste | Parti(s) | Nuance | Premier tour | Premier tour | Second tour | Second tour | Sièges | Sièges |
| Tête de liste | Tête de liste | Parti(s) | Nuance | Voix         | %            | Voix        | %           | CM     | CC     |
| ------------- | ------------- | -------- | ------ | ------------ | ------------ | ----------- | ----------- | ------ | ------ |

### Verneuil-en-Halatte
- Maire sortant : Philippe Kellner (DVD)
- 27 sièges à pourvoir au conseil municipal (population légale 2022 : 4 795 habitants)
- 6 sièges à pourvoir au conseil communautaire (CC des Pays d'Oise et d'Halatte)

| Tête de liste | Tête de liste | Parti(s) | Nuance | Premier tour | Premier tour | Second tour | Second tour | Sièges | Sièges |
| Tête de liste | Tête de liste | Parti(s) | Nuance | Voix         | %            | Voix        | %           | CM     | CC     |
| ------------- | ------------- | -------- | ------ | ------------ | ------------ | ----------- | ----------- | ------ | ------ |

### Villers-Saint-Paul
- Maire sortant : Gérard Weyn (PS)
- 29 sièges à pourvoir au conseil municipal (population légale 2022 : 6 500 habitants)
- 4 sièges à pourvoir au conseil communautaire (CA Creil Sud Oise)

| Tête de liste | Tête de liste | Parti(s) | Nuance | Premier tour | Premier tour | Second tour | Second tour | Sièges | Sièges |
| Tête de liste | Tête de liste | Parti(s) | Nuance | Voix         | %            | Voix        | %           | CM     | CC     |
| ------------- | ------------- | -------- | ------ | ------------ | ------------ | ----------- | ----------- | ------ | ------ |